# Canthyporus canthydroides
Canthyporus canthydroides är en skalbaggsart som först beskrevs av Régimbart 1895.  Canthyporus canthydroides ingår i släktet Canthyporus och familjen dykare. Inga underarter finns listade i Catalogue of Life.